# Футбольний матч Україна — Швеція (2021)
Футбольний матч Україна — Швеція (2021) — матч 1/8 чемпіонату Європи. Вперше вийшовши в плей-оф, Україна встановила історичне досягнення пройшовши до чвертьфіналу повторивши свій успіх на чемпіонаті світу 2006 року.

## Фон
На початку 2020 року світ сколихнула пандемія COVID-19, яка поставила під загрозу проведення спортивних змагань, у тому числі Євро-2020. Більшість національних футбольних змагань були скасовані або перенесені. Після довготривалих переговорів з ВООЗ та національними асоціаціями футболу, УЄФА ухвалила рішення перенести чемпіонат Європи на наступний рік, з 11 червня по 11 липня 2021 року.

На чемпіонаті Європи з футболу 2020 збірної України потрапила до групи C разом зі збірними Нідерландів, Австрії та Північної Македонії. 13 червня 2021 року збірна України з футболу зазнала поразки від Нідерландів з рахунком 3:2, 17 червня здобула перемогу в матчі проти Північної Македонії (2:1), а 21 червня зазнала поразки від Австрії (0:1). Отже, Україна посіла третє місце у групі C та пройшла до плей-оф чемпіонату за рейтингом кращих команд, що посіли треті місця у своїх групах.
| Поз | Команда            | І | В | Н | П | ГЗ | ГП | РГ | О | Кваліфікація       |
| --- | ------------------ | - | - | - | - | -- | -- | -- | - | ------------------ |
| 1   | Нідерланди (H)     | 3 | 3 | 0 | 0 | 8  | 2  | +6 | 9 | Вихід в 1/8 фіналу |
| 2   | Австрія            | 3 | 2 | 0 | 1 | 4  | 3  | +1 | 6 | Вихід в 1/8 фіналу |
| 3   | Україна            | 3 | 1 | 0 | 2 | 4  | 5  | −1 | 3 | Вихід в 1/8 фіналу |
| 4   | Північна Македонія | 3 | 0 | 0 | 3 | 2  | 8  | −6 | 0 |                    |

У 1/8 фіналу Євро-2020 збірна України повинна була зіграти зі збірною Швеції.

## Матч
| 29 червня 2021 22:00 (20:00 UTC+1) |

| Швеція         | 1 – 2 (дч) | Україна                        |
| -------------- | ---------- | ------------------------------ |
| - Форсберг 43' | Протокол   | - Зінченко 27' - Довбик 120+1' |

| Гемпден-Парк, Глазго Глядачів: 9 221 Арбітр: Даніеле Орсато (Італія) |

| Швеція | Україна |

| ВР             | 1  | Робін Ульсен         |     |      |
| ЗХ             | 2  | Мікаель Лустіг       |     | 83'  |
| ЗХ             | 3  | Віктор Лінделеф      |     |      |
| ЗХ             | 24 | Маркус Даніельсон    | 98' |      |
| ЗХ             | 6  | Людвіг Аугустінссон  |     | 83'  |
| ПЗ             | 20 | Крістоффер Ульссон   |     | 101' |
| ПЗ             | 8  | Альбін Екдаль        |     |      |
| ПЗ             | 7  | Себастіан Ларссон () |     | 97'  |
| ПЗ             | 10 | Еміль Форсберг       | 85' |      |
| ПЗ             | 21 | Деян Калусевскі      | 69' | 97'  |
| НП             | 11 | Александр Ісак       |     | 97'  |
| Заміни:        |    |                      |     |      |
| ЗХ             | 5  | П'єр Бенгтссон       |     | 83'  |
| ЗХ             | 16 | Еміль Крафт          |     | 83'  |
| НП             | 22 | Робін Квайсон        |     | 97'  |
| НП             | 9  | Маркус Берг          |     | 97'  |
| ПЗ             | 17 | Віктор Классон       |     | 97'  |
| ЗХ             | 14 | Філіп Геландер       |     | 101' |
| Тренер:        |    |                      |     |      |
| Янне Андерссон |    |                      |     |      |

| ВР              | 1  | Георгій Бущан       |        |      |      |
| ЗХ              | 21 | Олександр Караваєв  |        |      |      |
| ЗХ              | 13 | Ілля Забарний       |        |      |      |
| ЗХ              | 4  | Сергій Кривцов      |        |      |      |
| ЗХ              | 22 | Микола Матвієнко    |        |      |      |
| ПЗ              | 6  | Тарас Степаненко    |        | 94'  |      |
| ПЗ              | 5  | Сергій Сидорчук     |        | 118' |      |
| ПЗ              | 17 | Олександр Зінченко  |        |      |      |
| ПЗ              | 7  | Андрій Ярмоленко () | 79'    | 106' |      |
| НП              | 9  | Роман Яремчук       |        | 91'  |      |
| ПЗ              | 10 | Микола Шапаренко    |        | 61'  |      |
| Заміни:         |    |                     |        |      |      |
| ПЗ              | 8  | Руслан Маліновський |        | 61'  |      |
| НП              | 19 | Артем Бєсєдін       |        | 91'  | 101' |
| ПЗ              | 14 | Євгеній Макаренко   |        | 94'  |      |
| ПЗ              | 15 | Віктор Циганков     |        |      | 101' |
| НП              | 26 | Артем Довбик        | 120+1' | 106' |      |
| ПЗ              | 18 | Роман Безус         |        | 118' |      |
| Тренер:         |    |                     |        |      |      |
| Андрій Шевченко |    |                     |        |      |      |

| Найкращий гравець матчу: Олександр Зінченко (Україна) Помічники судді: Алессандро Галлатіні (Італія) Фабіано Преті (Італія) Четвертий суддя: Давіде Масса (Італія) Резервні помічники рефері: Стефано Алассіо (Італія) Відеоасистент арбітра: Массіміліано Ірраті (Італія) Помічники відеоасистента арбітра: Марко Ді Белло (Італія) Філіппо Мелі (Італія) Паоло Валері (Італія) |

У першій половині тайму команди обмінялися небезпечними ударами.  На 27-ій хвилині український захисник Олександра Зінченка  відкрив рахунок у матчі, але ще до перерви шведи зрівняли рахунок: Еміль Форсберг сильно пробив з-за меж штрафного майданчика, м'яч від ноги Іллі Забарного дещо змінив траєкторію та виявився недосяжним для українського воротаря. Після перерви команди створили кілька гольових нагод, але всі вони закінчилися нічим. Під кінець основного часу матчу гострота у грі помітно знизилися - втомленим командам навіть попри заміни не вдавалося створити гольових моментів.
Все змінилося на 97 хвилині. Швед Даніельссон намагаючись дістати м'яча високо підняв ногу й вдарив нею у коліно Бєсєдіну. Арбітр показав жовту картку, але переглянув повтор і призначив червону картку. Скориставшись чисельною перевагою українці розпочали приступ до шведських воріт і на 121 хвилині після довгого пасу Олександра Зінченка, український нападник Артем Довбик забив вирішальний гол.  

## Наслідки
Вперше вийшовши до плей-оф чемпіонату Європи, Україна, після важкої перемоги над шведами, у чвертьфіналі грала з Англією та після розгрому 4:0 вибула з турніру. Попри це перемога над Швецією дозволила повторити історичне досягнення, а саме вихід золотого покоління в чвертьфінал ЧС-2006. 